# Phytomyza agromyzina
Phytomyza agromyzina este o specie de muște din genul Phytomyza, familia Agromyzidae, descrisă de Johann Wilhelm Meigen în anul 1830. Conform Catalogue of Life specia Phytomyza agromyzina nu are subspecii cunoscute.